# کریستین شولته
کریستین شولته (انگلیسی: Christian Schulte؛ زادهٔ ۱۷ اوت ۱۹۷۵) بازیکن هاکی روی چمن اهل آلمان است.